# Michael Chrolenko
Michael Chrolenko (né le 19 juillet 1988) est un patineur artistique norvégien.

## Biographie

### Carrière sportive
Après avoir remporté les titres nationaux en juniors de 2003 à 2005, il remporte deux titres consécutifs de champion de Norvège, en 2006 et 2007. Il a participé quatre fois aux championnats du monde junior de patinage artistique et une fois au championnat européen de patinage artistique ; en 2007-2008, il arrive 26e aux Championnats du monde.
Chrolenko est entraîné par son père, Marek Chrolenko, qui est un ancien champion national polonais de couples et 7e aux championnats d'Europe de 1977. Il s'entraîne 13 heures par semaine.

## Palmarès
| Compétition                   | 2003 | 2004 | 2005 | 2006 | 2007 | 2008 |
| Jeux olympiques d'hiver       |      |      |      |      |      |      |
| Championnats du monde         |      |      |      |      |      | 26e  |
| Championnats d’Europe         |      |      |      | 27e  | 26e  |      |
| Championnats de Norvège       |      |      |      | 1er  | 1er  |      |
| Championnats du monde juniors | 31e  | 32e  | 23e  | 25e  | 23e  | 28e  |
| Légende : F= Forfait          |      |      |      |      |      |      |